# Frassinello Monferrato
Frassinello Monferrato (piemontiul: Frassiné Monfrà) település Olaszországban, Piemont régióban, Alessandria megyében. Lakosainak száma 464 fő (2023. január 1.).